# Línea SE739 (EMT Madrid)
El Servicio Especial (S.E.) codificado como SE739 de la EMT de Madrid unía el Centro de Refugiados de Pozuelo de Alarcón con el hospital Isabel Zendal.

## Características
Funcionó desde el 28 de marzo hasta el 31 de julio de 2022. Sirvió de lanzadera para unir el nuevo hospital Enfermera Isabel Zendal con el Centro de Refugiados de Pozuelo de Alarcón, con la finalidad de que los refugiados procedentes de Ucrania pudieran realizar sus trámites administrativos. Su recorrido entre ida y vuelta era de 57 kilómetros, lo que la convertía de lejos en la más larga de la EMT, y solo tenía una parada intermedia en el Paseo de la Florida junto a la estación de Príncipe Pío, en la que confluyen las líneas 6, 10 y Ramal de la red de Metro y las líneas C-1, C-7 y C-10 de la red de Cercanías, además de algunos servicios de Media Distancia. 

### Frecuencias
| todos los días  |        |
| de 9:00 a 21:00 | 60 min |

## Recorrido y paradas

### Sentido Hospital Isabel Zendal
Saliendo del centro de refugiados, la línea tomaba brevemente el Paseo Casa de Campo para incorporarse a la carretera M-502. Desde ahí, tomaba la carretera de Boadilla del Monte hasta que llega a la A-5. Recorría esta autovía hasta llegar a la Glorieta de San Vicente, donde hacía una parada junto al intercambiador para luego tomar el Paseo de la Florida. Seguía por la Avenida de Valladolid hasta llegar a la M-30, en la que recorría unos 13,5 km para salir a la M-11 desde la salida 3. Salía de esta autopista para tomar la Avenida Alejandro de la Sota, que recorría entera hasta llegar a la Avenida de las Fuerzas Armadas. Seguía hasta el hospital Isabel Zendal y establecía su cabecera en la Glorieta de Antoñete.
| Código | Parada                           | Común con    | Conexiones con Metro y Cercanías | Otros |
| ------ | -------------------------------- | ------------ | -------------------------------- | ----- |
| 5168   | POZUELO (Paseo Casa de Campo, 1) |              |                                  |       |
| 2296   | Intercambiador de Príncipe Pío   | 41 46 75 573 | Príncipe Pío                     |       |
| 4888   | HOSPITAL ISABEL ZENDAL           | SE709 828    |                                  |       |

### Sentido Pozuelo
El recorrido de vuelta era idéntico al de ida con una salvedad: al llegar a Príncipe Pío tomaba el Paseo de la Virgen del Puerto, el Puente de Segovia y el Paseo de Extremadura hasta incorporarse a la A-5 a la altura del cruce con el Paseo de Portugal.
| Código | Parada                           | Común con    | Conexiones con Metro y Cercanías | Otros |
| ------ | -------------------------------- | ------------ | -------------------------------- | ----- |
| 4888   | HOSPITAL ISABEL ZENDAL           | SE709 828    |                                  |       |
| 857    | Intercambiador de Príncipe Pío   | 41 46 75 573 | Príncipe Pío                     |       |
| 5168   | POZUELO (Paseo Casa de Campo, 1) |              |                                  |       |